# 難波宏治
難波 宏治（なんば こうじ、1999年12月7日 - ）は、日本の男子バレーボール選手である。

## 来歴
山口県周南市出身。
高川学園高等学校から中京大学を経て、2021年9月にV.LEAGUE DIVISION3所属の長野GaRonsに入団が内定し、2021-22シーズンでは内定選手ながら28セットに出場。2023-24シーズンにはチームの準優勝に貢献し、自身は敢闘賞を受賞した。
2024年3月、契約満了でGaRonsを退団。同年6月にVC長野トライデンツ入団が発表された。

## 人物
- VC長野では南箕輪村役場所属[6]。地域おこし協力隊員として活動している[7][8]。

## 所属チーム
- 高川学園高等学校（2015-2018年）
- 中京大学（2018-2022年）
- 長野GaRons（2022-2024年）
- VC長野トライデンツ（2024年-）

## 受賞歴
- 2024年 - 2023-24 V.LEAGUE DIVISION3 MEN 敢闘賞